# Comuna Mîhailivți, Krasîliv
Mîhailivți (în ucraineană Михайлівці) este o comună în raionul Krasîliv, regiunea Hmelnîțkîi, Ucraina, formată din satele Mîhailivți (reședința), Motrunkî și Sușkî.

## Demografie
Componența lingvistică a comunei Mîhailivți
     Ucraineană (99,51%)
     Alte limbi (0,49%)
Conform recensământului din 2001, majoritatea populației comunei Mîhailivți era vorbitoare de ucraineană (99,51%), existând în minoritate și vorbitori de alte limbi.